# Očaja
Na Japonskem je očaja (お茶屋, dobesedno »čajnica«) lokal, kjer obiskovalce zabavajo gejše. Zdaj že arhaičen izraz, ki se je pojavil v obdobju Edo, se očaja v sodobnem času nanaša izključno na ustanove v Kjotu, v katerih gejše delajo in zabavajo svoje stranke,:304, čeprav se izraz včasih uporablja za opis vseh ustanov, ki jih gejše uporabljajo za zabavo gostov, ne glede na lokacijo.
Enakovredne ustanove na lokacijah zunaj Kjota so znane kot rjōtei (料亭), kar pomeni »restavracija«, in pomeni tradicionalno restavracijo v japonskem slogu, kjer se lahko zabavajo z gejšami.

## Terminologija
Čeprav izraz očaja dobesedno pomeni »čajnica«, izraz sledi konvencijam o poimenovanju stavb ali prostorov, ki se uporabljajo za japonski obred pitja čaja, znano kot čašicu (茶室, dobesedno »čajnica«); kot tak, čeprav je čaj v ochayi postrežen kot običajna pijača, za razliko od čajnic in čajnic, ki jih najdemo po vsem svetu, ni njegov edini namen.
Ko se častna predpona o- uporablja kot del imena, se v japonščini ne uporablja, navadna čaja pa se uporablja kot pripona, kot pri "Ičiriki Čaja". Očaja se namesto tega pogosto imenuje preprosto po imenu, kot pri "Ičiriki".

## Dostop
Očaje so običajno zelo ekskluzivne ustanove; z zelo redkimi izjemami lahko oseba vstopi le, če je že ustaljen pokrovitelj ali v spremstvu pokrovitelja z rezervacijo.
Odnos do očaje je pogosto mogoče izslediti iz generacij nazaj in je na splošno povezan z družino ali podjetjem. Zamenjava očaje na splošno ni mogoča in celo pokroviteljsko razen tistega, s katerim ste povezani, se šteje za zelo resno kršitev navad.
V izjemnih okoliščinah se te omejitve sprostijo. Na primer, za kratko obdobje le nekaj noči leta 2006 je ena očaja v vsakem od petih okrožij kjotskih gejš ponudila splošen dostop majhnemu številu turistov, ki so bili brez spremstva pokroviteljev, kot del programa promocije turizma na zahtevo Turističnega združenja mesta Kjoto.

## Identifikacija
Očaja skrbi za diskretno stranko in zato ne predstavlja posebej vidne fronte, vendar tudi niso posebej skrivnostni glede svoje lokacije. Običajno so na ali blizu glavnih ulic njihovega okrožja gejš in imajo običajno ime na vhodu, z vhodno zaveso (暖簾, noren) in sprednjim vrtom v večjih hišah, ki ga je mogoče videti z ulice. V Kjotu imajo očaje licenco mesta in vse imajo na vhodu kovinsko značko z napisom »「京公許第〜号」「お茶屋」« (kjotska javna licenca #..., Očaja).

## Oblikovanje
Očaje kot tradicionalne ustanove zasedajo stavbe, ki ponazarjajo tradicionalno japonsko arhitekturo, največkrat gradnjo v slogu mestnih hiš (町家/町屋, mačija), zlasti v Kjotu. Notranjost bo običajno soba s tatamijem, zunanjost pa ima lahko proste stene (za zasebnost) ali lesene rešetke (格子, kōši).

## Storitve
Glavna funkcija očaje je zagotoviti zasebni prostor za zabavo gejš (vključno z gejšami vajenkami). Gejše niso povezane z določeno čajnico, temveč jih lastnica očaje najame v hiši gejš (okija), s katero so povezane, da zagotovijo zabavo, ki jo sestavljajo pogovor, spogledovanje, točenje pijač, tradicionalne igre, petje, glasbila in ples. Očaja običajno ne pripravlja hrane, vendar lahko stranke naročijo catering a la carte, ki se dostavi v hišo; gejše okrožja imajo običajno različne restavracije, ki strežejo to uslugo. 

## Primeri
Najbolj opazna in znana očaja je Ičiriki Čaja v okrožju Gion v Kjotu, ki velja za eno najbolj ekskluzivnih na Japonskem. 
Ičiriki je glavno dogajanje v izmišljenem prikazu življenja gionske gejše, Memoirs of a Geisha Arthurja Goldena.